# Kailua-Kona (Hawaii)
Kailua-Kona er en mindre by beliggende på vestsiden af den amerikanske ø Hawaii, i den nordlige del af Kona-distriktet. 
Byen er centrum for handel og turisme på den vestlige del af øen samt midtpunkt for flere større sportsbegivenheder, blandt andet den årligt tilbagevendende Hawaii Ironman.
Byens navn er i daglig tale Kona meden den officielt hedder Kailua-Kona dette for at skille den fra den større by Kailua beliggende på øen Oahu.
Indbyggertallet er på 19.713 (2020).
1. 1 2  USA's folketælling fra 2020, hentet 1. januar 2022 (fra Wikidata).